# Кери Келли
Кери Келли (англ. Keri Kelli; настоящее имя Фир Терри Ли (англ. Fear Terry Lee); 7 сентября 1971) — американский рок-гитарист, в настоящее время выступающий в составе группы PushKing.

## Биография
Кери родился 7-го сентября 1971 года в городе Хантингтон-Бич (Калифорния). Известности в своей карьере он добился в качестве сессионного гитариста в приличном количестве Американских хард-роковых команд. Хотя в прошлом он играл и в собственных коллективах: например, Big Bang Babies и Empire.
В список других групп, где успел поучаствовать Кери, входят: Slash's Snakepit (сольный проект Слэша из Guns N' Roses), Skid Row, Vince Neil Band (сольный проект Винса Нейла из Mötley Crüe), Ratt, Warrant, L.A. Guns, Pretty Boy Floyd, Adler’s Appetite, Dad’s Porno Mag, The Newlydeads, Love/Hate, Saints of the Underground (прежнее название — Angel City Outlaws), Phucket, Liberty & Justice, U.S. Crush и другие.
В июле 2009 Кери открыл свой ресторан разливного пива «Aces & Ales», который находится в Лас-Вегасе, штата Невада.
В январе 2010 года Кери Келли выступил в России сольно: в Петербурге он принял гостевое участие в концерте группы Пушкинг, а в Москве сыграл целую программу песен Элиса Купера с кавер-проектом Moscowtown.
В июне 2010 года Кери вернулся в Москву в компании с Крисом Холмсом, известным по работе в группе W.A.S.P..

## Дискография
Empire
- кассетный сингл 1987 года

Big Bang Babies
- Big Bang Babies (1992)
- Black Market (1994)
- 3 Chords & the Truth (1999)

Rubber
- Rubber (1996)
- Safe Sex, Designer Drugs, and the Death of Rock N Roll (1996)

The Newlydeads
- The Newlydeads (1997)
- Re-Bound (1998)
- Black & Shiny (не был выпущен)
- Dead End (2001)
- Dream from a Dirt Nap (2006)

Pretty Boy Floyd
- A Tale of Sex, Designer Drugs, and the Death of Rock N Roll (1998)
- Porn Stars (1999)
- Porn Stars (японское издание) (2000) — 2 бонус-трека
- Vault II (2003) — Только в песне «Shut Up»
- The Ultimate (2004) — В некоторых композициях
- Dirty Glam (2004) — В некоторых композициях
- Take It Down (2007) — Не был выпущен

Shameless
- Backstreet Anthems (1999) — Автор текста к «Talk to Me»
- Queen 4 a Day (2000)
- Splashed (2002)
- Super Hardcore Show (2003)
- Famous 4 Madness (2007)

Dad’s Porno Mag
- Dad’s Porno Mag (2000)

U.S. Crush
- U.S. Crush (2000) — Соавтор песен «Bleed» и «Collision Course», гитара в песне «Bleed»

Slash’s Snakepit
- Ain’t Life Grand (2000) — Указан в буклете, но на самом деле примкнул к группе уже после записи диска

Goliath
- The Gate — (2001) — Гитара на песне «Demons»

Warrant
- Under the Influence (2001) — В качестве автора песен

Sonofabitch
- Greatest Hits (2002)
- The Black Compilation (2006)

Stephen Pearcy
- Social Intercourse (2002) — В качестве соавтора песен «Freak», «In The Corner», «Five Fingers»
- Fueler (2004) — В качестве соавтора песен и гитариста на «That Sick Thing», «Spy Vs. Spy»

Kristy Majors
- The Devil in Me (2002)
- Sex Drugs 'N' Rock n Roll (2008)

New World Idols
- New World Idols (2003)

Jani Lane
- Back Down to One (2003) — В качестве автора песен

L.A. Guns
- Rips the Covers Off (2004) — На двух концертных песнях
- Hellraiser’s Ball Caught in the Act (CD Version) (2008)

Adler’s Appetite
- Adler’s Appetite (2005)

Liberty & Justice
- Soundtrack of a Soul (2006) — Гитара на песне «Another Nail», авторы: Sebastian Bach, Keri Kelli, J.Murr, M.Layne
- Independence Day (2007) — Гитара на песне «Doubting Thomas»
- 4 All: The Best of LNJ (2008) — Только в песне «Another Nail»
- Light It Up (2009) — Гитара на песне «Every Reason to Believe»

Nicollette Knight
- Nicolette Knight (2006) — сыграл на всех инструментах, также является автором некоторых использованных песен Big Bang Babies

Saints of the Underground
- Love the Sin, Hate the Sinner (2008)

Alice Cooper
- Along Came a Spider (2008)

Penny Lane
- Midnight Tales from the Funhouse: Part 1 (2009) — Продюсер, соавтор и гитарист почти на всех песнях

New Skool Kings
- Here to Stay (2009) — Продюсер

Metavenge
- Demo CD (2009) — Инженер записи

## Сборники
- The Pink and the Black (1998) — Песня Pretty Boy Floyd «Saturday Night», Кери Келли на гитаре и на басу
- Undressed — An Unmasked Tribute to Kiss (1998) — Песни «Talk to Me», «You’re All That I Want», «Tomorrow» в исполнении Shameless, Кери Келли на гитаре и на клавишах
- Shout at the Remix — A Tribute to Mötley Crüe (2000) — Песня «Looks That Kill», Кери Келли на гитаре
- The World’s Greatest Heavy Metal Anthems (2000) — Песня Pretty Boy Floyd «Leather Boyz with Electric Toyz», Кери Келли на гитаре
- Welcome to the Aerosmithonian — A Tribute to Aerosmith (2001) — Песня «Sweet Emotion», Кери Келли на гитаре
- Name Your Poison — A Tribute to Poison (2001) — Песни «Talk Dirty to Me», «Look What the Cat Dragged In», «I Won’t Forget You», «Fallen Angel», Кери Келли: гитара и бэк-вокал
- Hollywood Hairspray Vol.1 (2002) — Песни «Let’s Go» в исполнении Big Bang Babies, «Broken Dreams» в исполнении Кристи Мейджорса, «Kids in America» в исполнении Shameless
- The Glam That Stole Christmas Vol.1 (2002) — Песня Big Bang Babies «Winter Wonderland», Кери Келли на гитаре
- Agent Cody Banks soundtrack (2003) — Песня Билли Джоэла Билли Джоэл «Up Town Girls» в исполнении New World Idols, Кери Келли: гитара, бас и партия главного вокала
- Metal Mania Stripped Vol.2 — The Anthems (2005) — Песня Ratt «Round And Round» в исполнении Стивена Пирси, Кери Келли на акустической гитаре
- It’s So Easy — A Millennium Tribute to Guns N' Roses (2006) — Песня «Night Train», Кери Келли на гитаре
- Too Fast for Love — A Millennium Tribute to Mötley Crüe (2007) — Песня «Dr.Feelgood», Кери Келли на гитаре
- Monster Ballads Xmas (2007) — Песня «Have Yourself a Merry Little Christmas», Кери Келли на гитаре
- Misty Mountain Hop — A Millennium Tribute to Led Zeppelin (2008) — Песня «Ocean», Кери Келли на гитаре
- Lick It Up — A Millennium Tribute to Kiss (2008) — Песня «Shout It Out Loud», Кери Келли на гитаре
- Hell Bent Forever — A Tribute to Judas Priest (2008) — Песни «Desert Plains», «Heading Out To The Highway» в исполнении Angel City Outlaws, Кери Келли на гитаре
- Wicked Garden — A Millennium Tribute to Stone Temple Pilots (2009) — Песня «Tripping on a Hole in a Paper Heart», Кери Келли на гитаре
- Lit Up — A Millennium Tribute to Buckcherry (2009) — Песня «Crazy Bitch», Кери Келли на гитаре

## Видеография
Big Bang Babies
- Home «Made» Video — (1992)

L.A. Guns
- Hellraiser’s Ball: Caught in the Act — (2004) DVD

Alice Cooper
- Sweden Rock Festival 2006 — (2004) DVD — «School’s Out»

Pretty Boy Floyd
- London, England 2002 — DVD